# Cobitis zhejiangensis
Cobitis zhejiangensis is een straalvinnige vissensoort uit de familie van de modderkruipers (Cobitidae). De wetenschappelijke naam van de soort is voor het eerst geldig gepubliceerd in 2005 door Son & He.